# Национальный идентификационный номер
Национальный идентификационный номер — это уникальная комбинация цифр, которую государство присваивает гражданам и постоянным жителям.
Персональные идентификационные коды формируются по-разному в разных странах. Персональный идентификационный код (ПИК) вносится в документ, удостоверяющий личность.

## История
Персональный идентификационный код был введен в Эстонии Постановлением № 121 Планового комитета Эстонской ССР от 12 октября 1989 г. (испытание было введено в Эстонии по всему СССР). Состав данных ПИК и формулы для расчета контрольного номера почти всегда определялся следующими стандартами:
- По словам сотрудников бывшего Центрального статистического управления Эстонской ССР, формула для расчета контрольного номера персонального идентификационного кода Эстонской Республики пришла из Венгрии, куда сотрудники уехали в командировку летом 1989 года. Алгоритм контрольной суммы отличается от формулы расчета ПИК Венгрии только деталями.

## Идентификационный номер
Порядок формирования и выдачи эстонского личного идентификационного кода определяется постановлением министра внутренних дел. Каждая из 11 цифр персонального идентификационного кода имеет следующее значение по отношению к владельцу ПИК:
- 1-я = пол и первые две цифры года рождения (сейчас 1 … 6), /см. подробнее ниже/
- 2-я и 3-я = 3-я и 4-я цифры года рождения (00 … 99)
- 4-я и 5-я = месяц рождения (01 … 12)
- 6-я и 7-я = дата рождения (01 … 31)
- цифры 8, 9 и 10 = порядковый номер, чтобы различать рождённых в один день (000 … 999). Для тех, кто родился до 2013 года, может быть указан идентификационный номер больницы
- 11-я = контрольный номер (0 … 9).

По информации Инспекции по защите данных, личный идентификационный код не относится к конфиденциальным личным данным в соответствии с законом, и поэтому нет причин скрывать его больше, чем, например, имя или дату рождения человека.
Особенность эстонского персонального идентификационного кода в том, что он создан публичным. Таави Котка прокомментировал, что «личный идентификационный код — это ваше цифровое имя». Просто зная ПИК, будет невозможно получить значительно больше информации о другом человеке, чем без персонального идентификационного кода. Напротив, например, SSN США (номер социального страхования) и личные идентификационные номера нескольких других стран создаются в качестве пароля, то есть аутентификация происходит, когда номер известен, и запрашивающая сторона может получить доступ к данным, которые не были ранее доступны. Это делает такие «личные идентификационные коды» уязвимыми для утечки данных.

### Пол
Первая цифра ПИК содержит информацию о поле владельца (нечетное число — мужской, четное — женский), а также первые две цифры года рождения:
- «1» — мужчина 1800—1899 года рождения
- «2» — женщина 1800—1899 года рождения
- «3» — мужчина 1900—1999 года рождения
- «4» — женщина 1900—1999 года рождения
- «5» — мужчина 2000—2099 года рождения
- «6» — женщина 2000—2099 года рождения
- «7» — мужчина 2100—2199 года рождения
- «8» — женщина 2100—2199 года рождения

8-я, 9-я и 10-я цифры личного идентификационного кода — это порядковые номера, позволяющие различить тех, кто родился в один день.
С 1 января 2013 года медицинское учреждение может подавать новорожденному заявку на получение персонального идентификационного номера только через уровень обмена данными информационной системы и информационная система присваивает порядковые персональные идентификационные номера в порядке подачи заявки, независимо от больницы.
В прошлом, в отсутствие единой информационной системы, каждая больница имела свой собственный национальный диапазон всех серийных номеров (000… 999), в пределах которого она выдавала последовательные номера. Кроме того, существовали отдельные диапазоны, из которых серийные номера выдавались лицам, родившимся за пределами Эстонии.

#### Идентификация органа, выдающего ПИК
На основании диапазонов серийных номеров, выделенных больнице, использовавшихся до 2013 года, были выведены так называемые «характеристики больницы», то есть первые две цифры из трех цифр серийного номера. Нет никаких известных официальных документов об этих диапазонах, и люди получили характеристики самостоятельно, сравнивая личные идентификационные коды знакомых, родившихся в разных больницах. Было замечено, что длина ареала зависит от населения района (более крупные города имеют более широкий диапазон), и вполне вероятно, что городские больницы в некоторой степени расположены в алфавитном порядке. Некоторые больницы (например, больницы Пылва и Выру) имеют одинаковый диапазон. Неизвестно, корректировались ли диапазоны исторически каким-либо образом или перераспределялись между больницами. Логика присвоения серийных номеров персонального идентификационного кода лицам, родившимся до введения ПИК, также не ясна.
Обычно считается, что диапазон номеров, выделенных для больниц, следующий:
- 001 … 010 = больница Курессааре
- 011 … 019 = Женская клиника Тартуского университета
- 021 … 150 = Восточно-Таллинская центральная больница, родильный дом Пелгулинна (Таллин)
- 151 … 160 = больница Кейла
- 161 … 220 = больница Рапла, больница Локса, больница Хийумаа (Кярдла)
- 221 … 270 = Центральная больница Ида-Виру (Кохтла-Ярве, бывший Йыхви)
- 271 … 370 = клиника Маарьямыйза (Тарту), Йыгеваская больница
- 371 … 420 = Нарвская больница
- 421 … 470 = Пярнуская больница
- 471 … 490 = больница Хаапсалу
- 491 … 520 = больница Ярваского уезда (Пайде)
- 521 … 570 = больница Раквере, больница Тапа
- 571 … 600 = больница Валга
- 601 … 650 = больница Вильянди
- 651 … 700 = больница Южной Эстонии (Выру), больница Пылва.

Поскольку личные идентификационные коды также выдаются лицам, родившимся за пределами Эстонии (в том числе после восстановления гражданства, натурализации, подачи заявления на вид на жительство, электронного резидента), был использован идентификационный код Департамента гражданства и миграции или более широкий диапазон (например, 95…). Есть также примеры, когда использовался произвольный порядковый номер.

## Примеры
Пример 1: человек с личным идентификационным кодом 34501234215 родился 23 января 1945 г. (…3450123…). Это мужчина (3…), чей личный идентификационный код был зарегистрирован в Пярнуском отделении CMB (…42…) и в тот день он был первым мужчиной (…1…). Контрольный номер персонального идентификационного кода — 5 (…5).
Пример 2: если девочка родилась 13 марта 1994 года в Пылваском уезде, её личный идентификационный код, скорее всего, будет 49403136515, или, если она была второй девочкой, родившейся в этом районе в этот день, то 49403136526.

## Методологическая ошибка контрольной цифры
В расчетной формуле венгерского происхождения есть методическая математическая ошибка, из-за которой контрольная цифра не позволяет исправить многие ошибки однозначного ввода. Об этом явлении также сообщалось в прессе. Тоомас Мёльдер опубликовал бесплатную программу, с помощью которой можно найти близнецов, тройняшек и т. д.[прояснить] Личные идентификационные коды, которые не должны существовать в соответствии с назначением контрольного номера[что?]. Самыми известными примерами являются персональные идентификационные коды 51107121760 и 61107121760, которые различаются только одним шагом, который не идентифицируется контрольной цифрой.
Поскольку сегодня информационные системы контролируют персональный идентификационный код централизованно и часто в электронном виде на некоторых носителях идентификации, эта методологическая ошибка не ставит под угрозу удобство использования ПИК. Известно, что другие страны (бывшая Югославия) также имеют проблемы со своими личными идентификационными номерами.
Не исключено, что орган, выдающий ПИК, осведомлен об этих проблемах и что критические номера проверяются перед выдачей.